# Козловский, Виталий Витальевич
Вита́лий Вита́льевич Козло́вский (укр. Віталій Віталійович Козловський; род. 6 марта 1985, Львов, Украинская ССР, СССР) — украинский певец. Заслуженный артист Украины (2009).

## Биография
Родился в семье электрика и бухгалтера. Его отец, Козловский Виталий Сергеевич (12.04.1947—15.08.2021), часто ездил в командировки. Мать — Татьяна Николаевна Сницкая (р. 1957), уехала на заработки в Италию, когда Виталию было 14 лет. Есть старшая сестра по матери Елена Владимировна Сницкая (род. 1977).
С 1991 года по 2002 год учился во Львовской средней школе № 69.
С 1993 года Виталий занимается танцами.
С 2002 года модерн-балет «Життя» (Жизнь), участником которого был Виталий Козловский, сотрудничал с певицей Русланой.
В 2002 году Виталий поступил во Львовский национальный университет имени Ивана Франко на факультет журналистики.
В октябре 2002 года победил в телепередаче «Караоке на Майдане» во Львове. Тогда он исполнил песню «Вона» (Она) львовской группы «Плач Еремии»..
Победил в первом сезоне музыкального телепроекта «Шанс» в 2003 году, с песней «Чорнобривці». Участвовал в конкурсе «Новая волна» в 2004 году. Его продюсер: Яна Прядко.

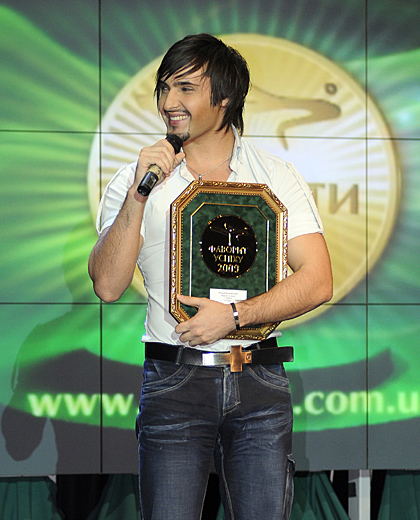
Козловский на церемонии награждения конкурса «Фавориты Успеха – 2009»

Впервые на Украине был создан первый официальный гимн украинской олимпийской сборной под названием «Чемпионы», который исполнил Виталий Козловский.
В 2006 году принял участие в проекте «Танцы со звёздами» в паре с Ксенией Горб, они заняли третье место.
18 марта 2010 года принимал участие в национальном отборе участников конкурса Евровидение 2010.
В 2012 году принимает решение разорвать отношения с своим продюсером Игорем Кондратюком и начинает новый творческий путь записав песню «Сияние». В том же году выходит клип на песню, который снял режиссёр Алан Бадоев.
22 ноября 2013 года в концерт-холле «Фридом» Виталий презентовал новую акустическую программу «Сияние». В конце 2013 года он начал свою деятельность в качестве продюсера. Его подопечной стала молодая львовская певица Юлия Думанская. Первой совместной работой артистов стал видеоклип на дуэтную песню Тайна, режиссёром которого стала Катя Царик.
В 2014 году выходит первый на новом творческом пути альбом Виталия Козловского «Будь сильнее».
3 декабря 2015 года в Национальном дворце искусств «Украина» состоялся большой сольный концерт певца «220».

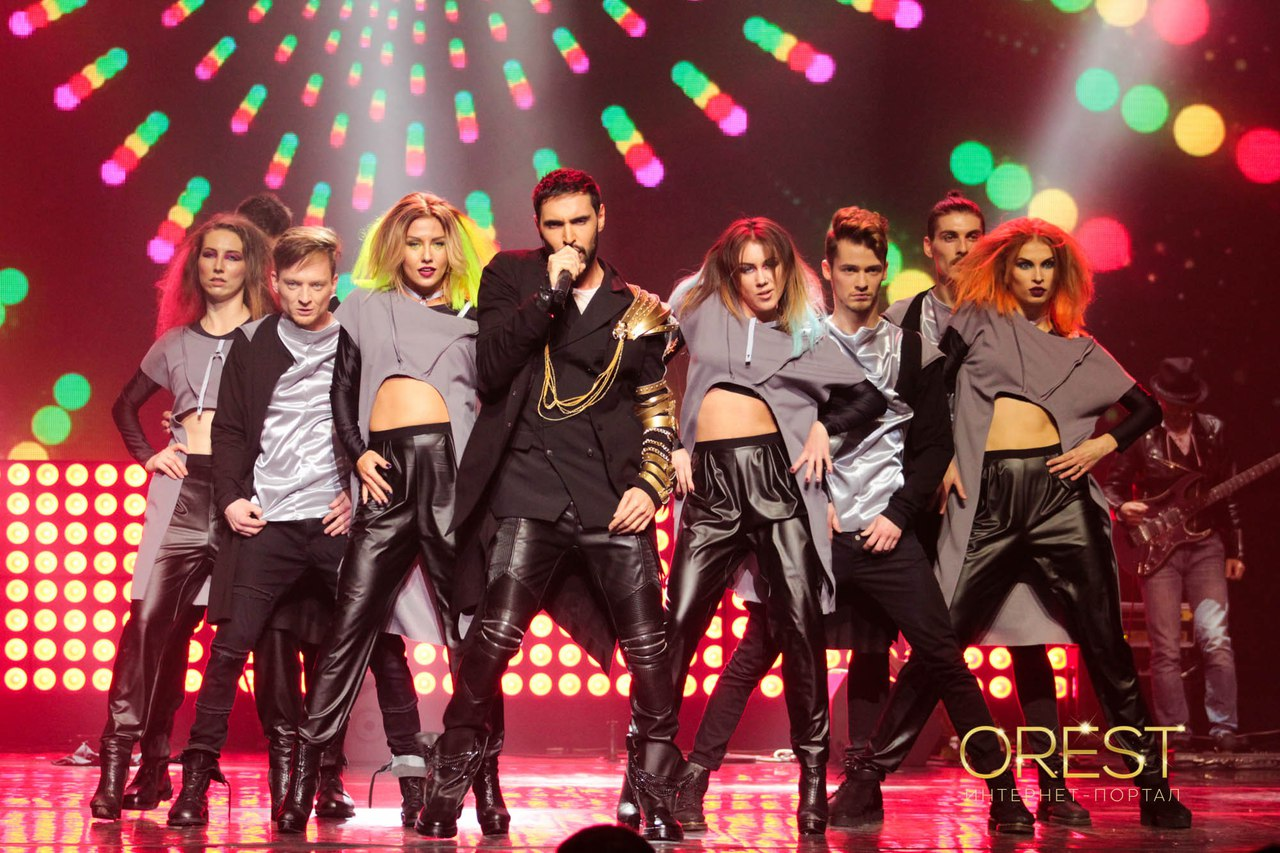
Виталий Козловский во время сольного концерта «220», 2015 год

26 апреля 2016 года в Caribbean Club состоялся эксклюзивный концерт Виталия Козловского под названием «Пою свою жизнь».
23 декабря 2016 года выходит второй альбом Виталия Козловского «Моё желание».
18 февраля 2017 года Виталий принимает участие в Национальном отборе на Евровидение с песней «I’m Your Light». Авторами песни являются близкие друзья артиста Дмитрий Баннов и Марина Скоморохова. "В моей жизни были непростые времена, случались падения и разочарования, — рассказывает Виталий. — Но как бы ни было сложно — я не опускал рук. Когда веришь в свою мечту, тебя невозможно сбить с пути. И я буду счастлив, если на моем примере кто-то поверит в себя и найдет смысл. Люблю работать со своими друзьями, — говорит артист, — Эти люди чувствуют меня, знают, чем я живу, что у меня на сердце — таким образом позволяют мне оставаться искренним в самовыражении.
С сентября 2020 стал старшим преподавателем вокала в Киевской академии эстрадного и циркового искусств.
Во время российского вторжения в Украину в июне 2023 года Виталий Козловский был мобилизован в Национальную гвардию Украины, 20 июля принял военную присягу.

### Награды
Певец имеет более 50 наград и премий, включая «Песня года» (2005—2010), «Золотая шарманка» (2007—2010), «Шлягер года» (2007−2010), получил несколько наград «Секс-символ», «Человек года», «Золотой граммофон», «Хрустальный микрофон», как самый успешный победитель талант-шоу, «Лучший певец» по версии Ukrainian Music Awards. Также в 2009 году Виталий получил звание «Заслуженный Артист Украины».
В 2006, 2007 та 2009) годах Виталий Козловский удостаивался звания «Певец года» в международном конкурсе «Фавориты Успеха» на Украине.
В декабре 2017 Виталий Козловский получил награду за песню «Моє море», которую создавал в сотрудничестве с Тимуром Усмановым.
В октябре 2019 песня «Мала» номинирована на премию M1 Music Awards в номинации «Червона Рута» совместно с радиостанцией Русское Радио Украина.

### Личная жизнь
Во время пандемии коронавируса закрутил роман со своей пиарщицей Юлией Бакуменко; они не афишировли свои отношения и тайно поженились в декабре 2023 года. 25 февраля 2024 года у пары родился сын Оскар.

## Концерты
Артист поёт на русском, украинском, английском и французском. Его песни многократно занимали первые позиции в теле- и радио-хит-парадах. Виталий дал много концертов в разных городах и странах.[уточнить]
В 2010 году Виталий Козловский и Александр Рыбак сделали большой благотворительный концерт в одном из самых больших концертных залов Киева. Совместно с благотворительным фондом Влады Литовченко «Одаренные дети — будущее Украины» и талантливыми детьми из музыкальной школы-интерната имени Николая Лысенко, сделали несколько номеров.
3 декабря 2015 года вновь состоялся большой сольный концерт Виталия в Национальном дворце искусств «Украина».
26 апреля 2016 года в Caribbean Club состоялся эксклюзивный концерт Виталия Козловского под названием «Пою свою жизнь».
17 ноября 2018 года состоялся сольный концерт в Киеве, посвященный 15-летию творческой деятельности.

## Телевизионные проекты
Виталий стал бронзовым призёром первого сезона проекта «Танцы со звездами» на телеканале «1+1», в ходе которого он и Ксения Горб — вице-чемпионка Украины — продемонстрировал невероятные танцы трюки и интересные образы, которые запомнились многим зрителям. Он также участвовал в популярных телевизионных проектах «Звездный дуэт», «Народная звезда» (первый сезон), «Звезда + Звезда» (второй сезон), «Eurofoot 2012». Во многим проектах Виталий стал победителем зрительского голосования.
Виталий Козловский ведет здоровый образ жизни и активно занимается спортом. Он принимал участие в международных спортивно-развлекательном шоу «Игры патриотов».
В октябре 2019 Виталий Козловский стал ведущим программы «Час кохати з Віталієм Козловським» на М1.

## Фильмы
В начале 2010 года, Виталий Козловский стал исполнителем саундтрека к первому украинскому сериалу "Тільки кохання» (Только любовь), а в 2011 он снялся в сериалах «Такси» и «Перемена».
Весной 2011 года, Виталий подписал контракт с «The Walt Disney Company», певец озвучил Кена в анимационном мультфильме «История игрушек: Большой побег» (Toy Story 3) в 3D.
Виталий также снялся во многих мюзиклах, в том числе: «Карнавальная ночь», «Смешные песни о самых важных вещах», «Звезды в армии», «Кошки», «Казаки», «Алиса в стране чудес» и другие.

## Пародии и песни
- «Большая разница по-украински» сделала пародию на Виталия Козловского.[24]
- В шоу «Як Двi Краплi» Владимир Дантес перевоплощался в Виталия Козловского и исполнил песню «Пинаколада».
- В шоу «Светская жизнь: Новогодний карнавал», которое вышло на экраны 1 января 2016 года, Виталий Козловский примерил на себе женский образ победительницы Евровидения 2014 года и перевоплотился в Кончиту Вурст.[25]

## Дискография
Студийные альбомы
- «Холодная ночь» (2005; золотой диск)[26]
- «Нерозгаданi сни» (2006; золотой диск)[26]
- «Красота-разлука» (2007; золотой диск)[27]
- «Тільки кохання» (2009)
- «Будь сильнее» (2014)
- «Моё желание» (2016)

Сборники
- «20UA» (2011)

Синглы
- «Чемпіони» (2008)
- «Надо любить» (2010)
- «Не боюсь» (2011)
- «Целую» (2011)
- «Не оставляй меня»/«Mi Toghnir Indz Menak» (feat. Varda) (2012)
- «Потанцуй» (feat. Varda) (2012)
- «I’m Your Light» (2017)
- «Моє море» (2017)
- «Моє море» (Runstar&Iksiy Remix) (2017)
- «Літай» (2018)
- «Літай» (Runstar&Iksiy Remix) (2018
- «Между нами всё кончено» (2018)
- «Мала» (2019)

## Видеография
| Год  | Клип                                                       | Режиссёр                      | Альбом                               |
| ---- | ---------------------------------------------------------- | ----------------------------- | ------------------------------------ |
| 2005 | «Холодная ночь»                                            | Алан Бадоев                   | «Холодная ночь»                      |
| 2006 | «Небо плаче»                                               | Алан Бадоев                   | «Нерозгадані сни»                    |
| 2006 | «Пинаколада» / «Pinacolada»                                | Алан Бадоев                   | «Нерозгадані сни»                    |
| 2006 | «Лавина» / «Waterfall»                                     | Алан Бадоев                   | «Нерозгадані сни»                    |
| 2006 | «Лебедь-зима» (feat. Milos)                                | Владимир Якименко             | «Красота-разлука»                    |
| 2007 | «Красота-разлука» / «Sophisticated Beauty»                 | Александр Игудин              | «Красота-разлука» / «Тільки кохання» |
| 2007 | «Загадай»                                                  | Алан Бадоев                   | «Тільки кохання»                     |
| 2008 | «Ты хотела»                                                | Алан Бадоев                   | «Красота-разлука»                    |
| 2008 | «Знаєш»                                                    | Андрей Новосёлов              | «Красота-разлука»                    |
| 2008 | «Дождь стучит в окно»                                      | Андрей Новосёлов              | «Тільки кохання»                     |
| 2009 | «Только рядом»                                             | Александр Филатович           | «Тільки кохання»                     |
| 2010 | «Тільки кохання»                                           | Сам певец                     | «Тільки кохання»                     |
| 2010 | «Надо любить»                                              | Ольга Навроцкая               | TBA                                  |
| 2011 | «Не боюсь»                                                 | Александр Филатович           | TBA                                  |
| 2011 | «Целую»                                                    | Александр Филатович           | TBA                                  |
| 2012 | «Не оставляй меня» / «Mi Toghnir Indz Menak» (feat. Varda) | Александр Филатович           | TBA                                  |
| 2012 | «Потанцуй» (feat. Varda)                                   | Александр Филатович           | TBA                                  |
| 2012 | «Сияние»                                                   | Алан Бадоев                   | «Будь сильнее»                       |
| 2012 | «Сияние» (Remix)                                           | Сам певец                     | «Будь сильнее»                       |
| 2013 | «Математика»                                               | Сам певец                     | «Будь сильнее»                       |
| 2014 | «Тайна» feat. Юлия Думанская                               | Катя Царик                    | «Будь сильнее»                       |
| 2014 | «Будь сильнее»                                             | Радислав Лукин                | «Будь сильнее»                       |
| 2015 | «Трачу»                                                    | Радислав Лукин                | «Моё желание»                        |
| 2015 | «Правила»                                                  | Радислав Лукин                | «Моё желание»                        |
| 2016 | «Отпускаю на»                                              | Инна Грабар                   | «Моё желание»                        |
| 2016 | «Первая ночь без тебя»                                     | Инна Грабар                   | «Моё желание»                        |
| 2017 | «Моё желание»                                              | Радислав Лукин                | «Моё желание»                        |
| 2017 | «Моє море»                                                 | Дима Манифест, Дмитрий Шмурак |                                      |
| 2018 | «Літай»                                                    | Александр Филатович           |                                      |
| 2019 | «Мала»                                                     | Александр Филатович           |                                      |

## Фильмография
- 2009 — «Казаки…» — пленный Милославского
- 2010 — «История игрушек: Большой побег» — озвучил куклу Кена в украинском дубляже мультфильма
- 2011 — Сериал «Перемена»
- 2011 — Сериал «Такси»
- 2014 — Мюзикл «Алиса в стране чудес» — Валет

## Музыкальные фестивали
Виталий принимает участие во многих международных фестивалях таких как:
- «Таврийские игры»
- «13 лучших» в Македонии"
- «Мисс Вселенная Украина»
- «VIVA! Самые красивые»
- «Eilat-2007» конкурс молодых исполнителей. Виталий получил третью премию.
- «Фавориты Успеха»[28]
- «Новая волна»
- концерт памяти Tose Proeski в Македонии
- «CrimeamusicFest 2011» — международный конкурс песни в Крыму. Этот концерт организовали две легендарные артистки

Алла Пугачева и София Ротару.
- Michael Jackson Tribute 2010, Michael Jackson Tribute 2017 — Виталий исполняет песню «Give in to me»
- Queen Tribute 2011 — певец спел песню «Radio GaGa»
- «Черноморские игры»

## Телевидение
- «Караоке на Майдане»
- «Шанс» (2003 г.) (Интер)
- «Новая волна»
- Танцы со звездами (1+1)
- Игры патриотов (1+1)
- «Песня года»
- «Золотая Шарманка»
- «Таврийские игры»
- «Звездные дуэты»
- «Звезда + Звезда» укр. «Зірка + Зірка» (1+1)

## Благотворительность
Виталий Козловский уделяет много времени благотворительным и социальным проектам. Принимает участие в благотворительных концертах и аукционах, прибыль от которых переводят на благотворительность: «Здоровый ребёнок — будущее Украины»; «Скажи курению нет»; Акции благотворительного Фонда Елены Пинчук «АНТИСПИД»; «SOSтрадание»; «Звезды с книгой в сердце», где украинские звезды выступают за популяризацию книг и чтения; «День Счастья» — международная благотворительная акция в McDonald’s.

## Спорт
С 2007 года Виталий сотрудничает с National Box Promotion и компанией К2. Виталий часто исполняет гимн Украины на международных боксерских поединках.
Виталий Козловский исполнил официальный гимн Украинской Олимпийской сборной «Чемпионы» в 2008 году. Артист также ездил в Пекин на Олимпийские игры для поддержки украинских олимпийских и паралимпийских спортсменов.
Виталий Козловский выпустил специальную песню, посвященную Чемпионату Европы по футболу Евро-2012.
«Спорт является частью моей жизни. Я выступал на стадионах, и я знаю чувства футболистов, когда тысячи людей оказывают им поддержку. Эта песня объединяет игроков и болельщиков!» — говорит Виталий Козловский.